# Deutsche Meisterschaften 1933
Als Deutsche Meisterschaft(en) 1933 oder DM 1933 bezeichnet man folgende Deutsche Meisterschaften, die im Jahr 1933 stattgefunden haben: 
- Deutsche Eishockey-Meisterschaft 1933
- Deutsche Leichtathletik-Meisterschaften 1933
- Deutsche Fechtmeisterschaften 1933
- Deutsche Schwimmmeisterschaften 1933
- Deutsches Meisterschaftsrudern 1933
- Deutsche Tischtennis-Meisterschaft 1933